# 徐紀
徐紀（じょき、1941年- ）は中国上海に生まれの武術家。その後台湾に移住。八極拳の達人、劉雲樵の高弟の一人とされる。また陳式太極拳の名人と呼ばれる杜毓沢から古伝の太極拳を伝授される。ほかに形意拳・八卦掌・蟷螂拳・劈掛掌・迷縱拳・査拳などを習得したのち台湾台北市にある「台湾武壇国術推広中心」の総教練として多くの武術家を育成。1978年からはアメリカに活動拠点を移し「止戈武塾」を開設。彼が発表した武術の研究論文は高く評価され「ブラック・ベルト」誌上では「アーチスト・オブ・ザ・イヤー」「ベスト・インストラクター」を受賞している。
現在は台湾台北市に戻り、弟子たちの指導にあたっている。